# Південно-західний виборчий округ Ісландії
Півде́нно-за́хідний ви́борчий о́круг Ісла́ндії (ісл. Suðvesturkjördæmi; англ. Southwest Constituency) — один з шести виборчих округів Ісландії. Найбільшим містом округу є Коупавоґур.

## Склад виборчого округу
Виборчий округ включає в себе 1 регіон і 7 муніципалітетів.
- Регіони: Гефюдборґарсвайдід
- Муніципалітети: Альфтанес, Ґардабаїр, Гапнарфйордур, Коупавоґур, Мосфельсбаїр, Селтьярнарнес, Кйосаргреппур

### Міста
До виборчого округу входять шість населених пунктів зі статусом міста.
- Коупавоґур
- Гапнарфйордур
- Ґардабаїр
- Мосфельсбаїр
- Селтьярнарнес
- Альфтанес